# فارنزورث رايت
فارنزورث رايت (بالإنجليزية: Farnsworth Wright)‏ هو ناقد موسيقي وصحفي ومؤلف وجندي أمريكي، ولد في 29 يوليو 1888 في كاليفورنيا في الولايات المتحدة، وتوفي في 12 يونيو 1940 في مانهاتن في الولايات المتحدة بسبب مرض باركنسون.